# Sar Ghol
Sar Ghol (persiska: سَر قُل, سر غل) är en ort i Iran.   Den ligger i provinsen Kohgiluyeh och Buyer Ahmad, i den centrala delen av landet, 500 km söder om huvudstaden Teheran. Sar Ghol ligger 1 465 meter över havet och antalet invånare är 196.
Terrängen runt Sar Ghol är kuperad åt nordost, men åt sydväst är den bergig.Runt Sar Ghol är det ganska glesbefolkat, med 47 invånare per kvadratkilometer. Närmaste större samhälle är Dīshmūk, 8,1 km norr om Sar Ghol. Omgivningarna runt Sar Ghol är i huvudsak ett öppet busklandskap.